# Солук Ілько
Солук Ілько («Рух»; 1920, с. Новосілка, тепер Підгаєцька міська громада, Тернопільська область — осінь 1946, там же) — Лицар Бронзового хреста бойової заслуги УПА та Срібного хреста заслуги УПА.

## Життєпис
За фахом — столяр. Член ОУН із 1936 р. З 1941 р. — зв'язковий різних теренових проводів ОУН, зокрема Тернопільського обласного, а відтак Подільського крайового проводу ОУН, кур'єр зв'язку (1944—1946). Старший булавний УПА (1.09.1946).

## Нагороди
- Згідно з Наказом військового штабу воєнної округи 3 «Лисоня» ч. 2/47 від 1.03.1947 р. зв'язковий Подільського крайового проводу ОУН Ілля Солук — «Рух» нагороджений Бронзовим хрестом бойової заслуги УПА.
- Згідно з Постановою УГВР від 25.08.1947 р. і Наказом Головного військового штабу УПА ч. 2/47 від 2.09.1947 р. зв'язковий Подільського крайового проводу ОУН Ілля Солук — «Рух» нагороджений Срібним хрестом заслуги УПА.